# 高橋和幸 (バレーボール)
高橋 和幸（たかはし かずゆき、2000年1月26日 - ）は、日本の男子バレーボール選手である。

## 来歴
東京都杉並区出身。家族の影響を受けて7歳のときにバレーボールを始める。
駿台学園高等学校、順天堂大学を経て、2021-22シーズン、ジェイテクトSTINGSの内定選手となり、V1リーグの試合にも出場した。大学卒業後、正式入団。
2022年、日本代表登録メンバーに選出された。日本代表として、AVCカップで全試合にスタメン出場し、チームの準優勝に貢献した。

## 球歴
- 日本代表 （2022年-）
  - AVCカップ - 2022年

## 所属チーム
- 駿台学園高等学校（2015-2018年）
- 順天堂大学 （2018-2022年）
- ジェイテクトSTINGS/ジェイテクトSTINGS愛知（2022年-）